# Papieren heraldiek
Onder papieren heraldiek verstaat men een bijzondere vorm van heraldiek waarbij men wapens met vergezochte combinaties ontwierp die ver afweken van hun oorspronkelijke bedoeling. 

## Toelichting

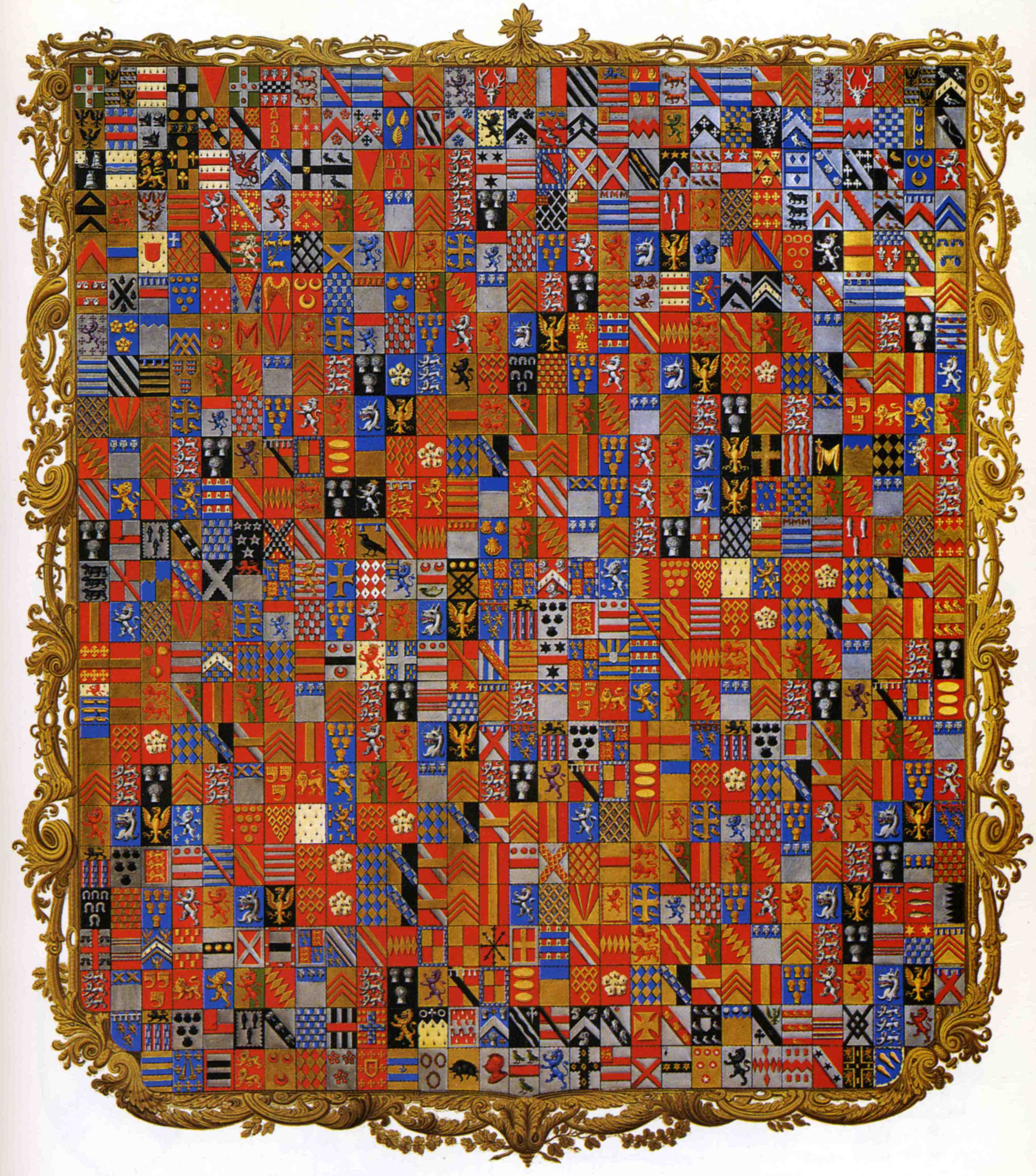
Stowe Armonial onherkenbaar wapen met 719 kwartieren uit 1806

overladen wapen van Gordon-Lennox

De papieren heraldiek heeft als kenmerk: gekroonde leeuwen en wildemannen die als schildhouder dienden, baldakijnen, ingewikkelde en onpraktische helmtekens en constructies. In de papieren heraldiek worden de helmen en schilden niet meer in de strijd aangewend als makkelijk herkenningsteken voor de heraut maar enkel afgebeeld, op papier, als beeldhouwwerk of anders.  
In de 17e en 18e eeuw ging de papieren heraldiek een "decadente" periode tegemoet waarin de schildvormen gewrongen en verwrongen barokke en rococo cartouches werden. De verhoudingen in grootte tussen schild, kronen, helmen en schildhouders verloor men uit het oog. Het schild kreeg daarbij zoveel figuren dat de hoofdregel van de heraldiek, de herkenbaarheid, verloren ging.
In het hieronder getoonde wapen van de Hertog van Devonshire is het schild tot een in het gevecht onbruikbaar ornament verworden. De schildhouders dragen het schild niet; de verhoudingen tussen kroon, helm en het onherkenbare helmteken zijn zoek. Men moet zich bij een correcte heraldische tekening een trofee en een werkelijk te bedenken constructie kunnen voorstellen waarbij de helm stevig staat.
In de late 19e eeuw begonnen de heraldische tekenaars zich weer op de grondvormen van de heraldiek te oriënteren. Deze herbezinning leverde een nieuwe stijl op die eenvoudig en zonder opsmuk is.

## Afbeeldingen

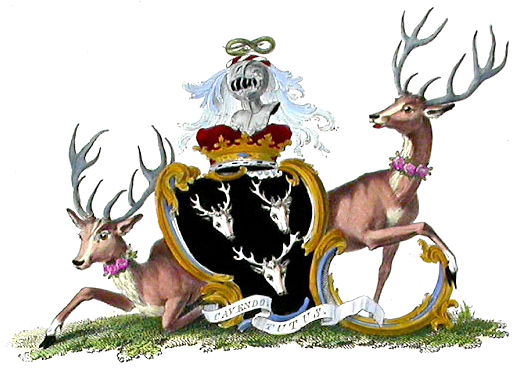
Deze "schildhouders" in het wapen van de Hertog van Devonshire lijken niet in heraldiek geïnteresseerd...
Schoolvoorbeeld van een uitvoering (De Wendt) uit de papieren heraldiek. Onbruikbaar op het slagveld.
Heraldische en herkenbare uitvoering (De Wendt) van hetzelfde wapen. Klaar voor de strijd.